# Solukiv, Dolîna
Solukiv (în ucraineană Солуків) este localitatea de reședință a comunei Solukiv din raionul Dolîna, regiunea Ivano-Frankivsk, Ucraina.

## Demografie
Componența lingvistică a localității Solukiv
     Ucraineană (99,35%)
     Alte limbi (0,65%)
Conform recensământului din 2001, majoritatea populației localității Solukiv era vorbitoare de ucraineană (99,35%), existând în minoritate și vorbitori de alte limbi.

## Legături externe
- pl Sołuków albo Sułuków, po rusku Sołukiw în Dicționarul geografic al Regatului Poloniei și al altor țări slave, volum XI (Sochaczew — Szlubowska Wola) 1890